# Aanslag tegen het Rijk (Nederland)
In artikel 93 van het Nederlandse Wetboek van Strafrecht is strafbaar gesteld het plegen van een aanslag tegen het Rijk, de vorm aanslag tegen de Staat komt ook voor. De figuur van de 'aanslag' wordt in de Nederlandse strafwet uitsluitend gebruikt om de Nederlandse staat en staatsinrichting bijzondere bescherming te bieden. Het is een staatsmisdrijf.

## Aanslag tegen de staat
In het wetboek wordt het delict omschreven als "de aanslag ondernomen met het oogmerk om het Rijk geheel of gedeeltelijk onder vreemde heerschappij te brengen of om een deel daarvan af te scheiden". Het begrip aanslag wordt nader gedefinieerd in artikel 79 Wetboek van Strafrecht. Op grond van dit artikel wordt een poging tot het plegen van een aanslag tegen de staat gelijkgesteld met het voltooid delict. Door de poging gelijk te stellen met het voltooid delict kan de dader zich niet meer beroepen op de strafuitsluitingsgrond vrijwillige terugtred; door het begin van uitvoering is immers aan de delictsomschrijving reeds voldaan. Ook kan de dader geen aanspraak maken op de strafreductie van strafbare poging ex art. 45 Sr, simpelweg omdat artikel 45 niet van toepassing is. Het beschermde rechtsbelang van dit misdrijf vormt de integriteit van het grondgebied van het Koninkrijk. Het begrip aanslag biedt dit belang extra bescherming en heeft daardoor een betekenis die afwijkt van het normale spraakgebruik: zo kan een aanslag tegen de staat ook gepleegd worden met middelen die op zichzelf bezien geen strafbaar feit opleveren. Anders gezegd hoeft er bij deze vorm van aanslag geen geweld of dreiging aan te pas te komen. 

### Delictsbestandsdelen
Met ondernomen wordt niet gedoeld op een vorm van voorbedachte rade. Volgens Fokkens duidt het ondernemen op een atypische vorm van een aanslag: namelijk één die van het dagelijkse spraakgebruik afwijkt. Fokkens zoekt de toevoeging van met het oogmerk ook in de taalkundige hoek. Hij merkt op dat het wel heel vreemd is om bijvoorbeeld te spreken van "een aanslag op het in zijn geheel blijven van het rijk". Reeds om die taaleconomische reden zou de wetgever besloten hebben om te spreken van een aanslag ondernomen met het oogmerk om het Rijk. 
Het Rijk omvat het gehele Koninkrijk der Nederlanden, met inbegrip van de overzeese gebieden. Het misdrijf kan tegen het Koninkrijk in het geheel of tegen een apart gedeelte van het Koninkrijk gepleegd worden. Wel is het begrip 'Rijk' beperkt tot daadwerkelijk grondgebied. Objecten die op basis van het volkenrecht wel deel uitmaken van het territorium van een staat zoals bijvoorbeeld een (oorlogs)schip of een vliegtuig vallen hier niet onder.
Met onder vreemde heerschappij te brengen wordt gedoeld op het onvrijwillige verlies van de Nederlandse soevereiniteit over het grondgebied. Dit verlies van soevereiniteit hoeft niet volledig te zijn. Ook als het Koninkrijk als vazalstaat onder suzereiniteit van een vreemde mogendheid valt zal er sprake zijn van 'onder vreemde heerschappij brengen'. Niet onder de reikwijdte van het artikel valt het vrijwillige verlies van soevereiniteit door bijvoorbeeld toetreding in een bondsstaat. Vergelijkbaar wordt met een deel daarvan af te scheiden gedoeld op het vormen van een nieuwe staat, dan wel op het brengen van het afgescheide stuk onder de vreemde heerschappij van een andere staat. Het gaat hierbij specifiek om de unilaterale secessie van een stuk grondgebied van de staat.

## Samenspanning
Strafbaar is ook de samenspanning om een aanslag tegen de staat te plegen. Dit is strafbaar gesteld in art. 96 Wetboek van Strafrecht. Van samenspanning is sprake "zodra twee of meer personen overeengekomen zijn om het misdrijf te plegen". Het is daarmee een collectief voorbereidingsdelict omdat altijd meer dan één persoon vereist is. Karakteristiek voor samenspanning is dat het enkele overeenkomen om het misdrijf te plegen reeds het voltooid delict oplevert. Er hoeft nog geen sprake te zijn van een strafbare voorbereiding. Omdat het delict reeds voltooid is door het maken van de afspraak heeft een latere intrekking van de overeenkomst geen gevolg op de strafbaarheid van de dader. Wel moeten de dader overeengekomen zijn om een van de in artikel 92-95a Wetboek van Strafrecht omschreven strafbare feiten te plegen. Indien iemand zich alleen verbindt de samenspanners te helpen, doch zonder dat dit helpen zulk een strafbaar feit oplevert, maakt deze persoon zich niet strafbaar aan samenspanning.